# Arquitectura sij

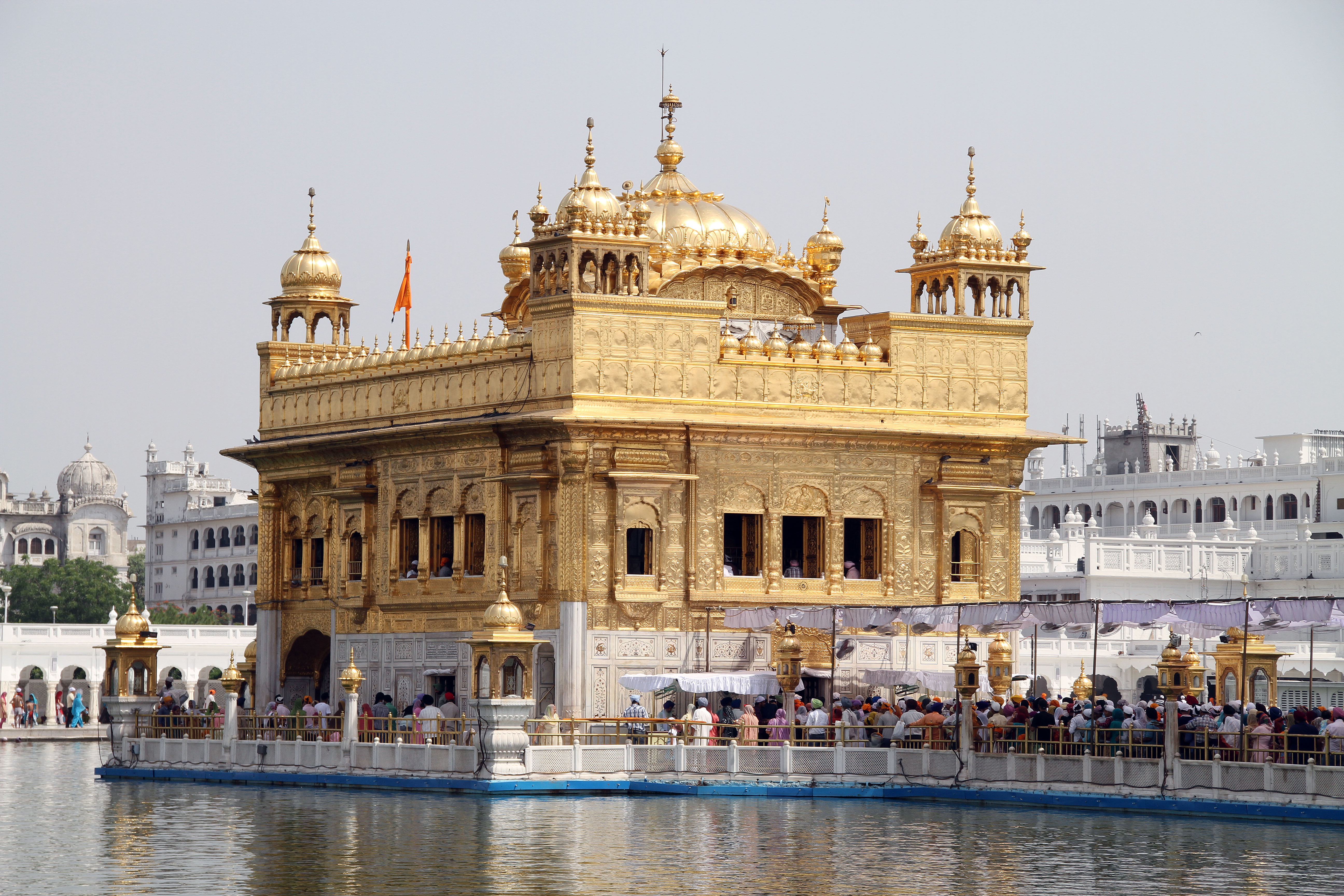
El Harmandir Sahib en Amritsar, India.

La arquitectura sij es un estilo arquitectónico que se desarrolló bajo la Confederación Sij y el Imperio Sij durante los siglos XVIII y XIX en la región del Punjab. Se caracteriza por una delicada complejidad, una belleza austera y el uso de líneas sinuosas. Gracias a su falta de estaticidad, todavía se considera en plena transformación, desarrollando nuevas ramas también según nuevos estilos contemporáneos. Aunque la arquitectura sij se desarrolló originalmente en paralelo al sijismo, su vocabulario arquitectónico fue posteriormente adoptado también en numerosos edificios no religiosos. 
La arquitectura sikh comenzó a caracterizarse alrededor del siglo XVIII por la yuxtaposición de líneas rectas y curvas sinuosas: los primeros ejemplos de gurdwara fueron el Takht Sri Keshgarh Sahib en Anandpur Sahib y el Templo Dorado (o Harmandir Sahib) en Amritsar. Se pueden encontrar más ejemplos de este tipo de arquitectura en India, Pakistán, Afganistán, Bangladesh, Arabia Saudita, Irak y Turquía: se trata principalmente de lugares que conmemoran la visita o el paso de gurús sijs. También se pueden encontrar ejemplos modernos de arquitectura sij en América, Australia, el Reino Unido y, en menor medida, en otras partes de Europa y Asia.

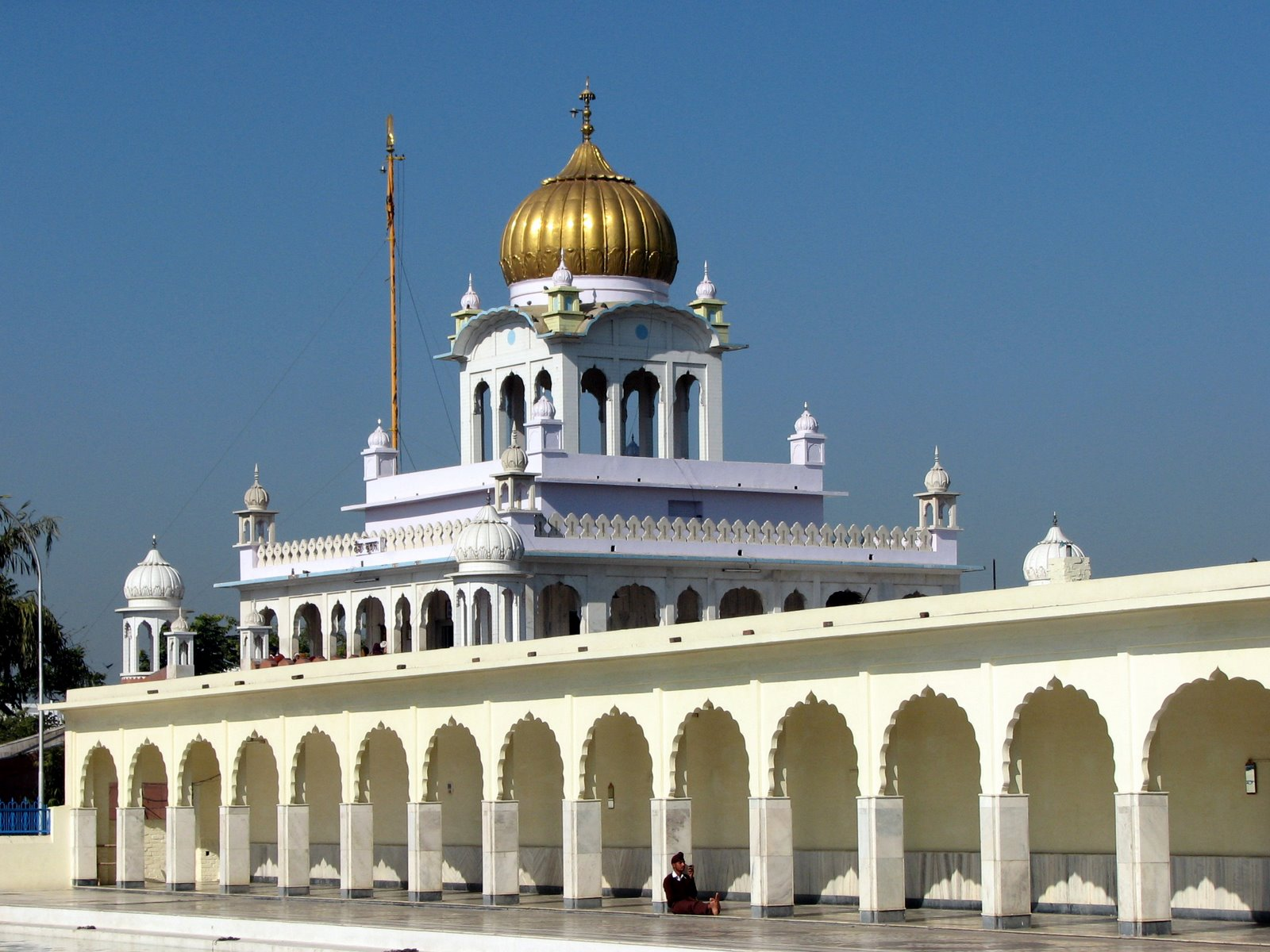
Sarovar (piscina sagrada) en Gurdwara Fatehgarh Sahib, Punjab, India.
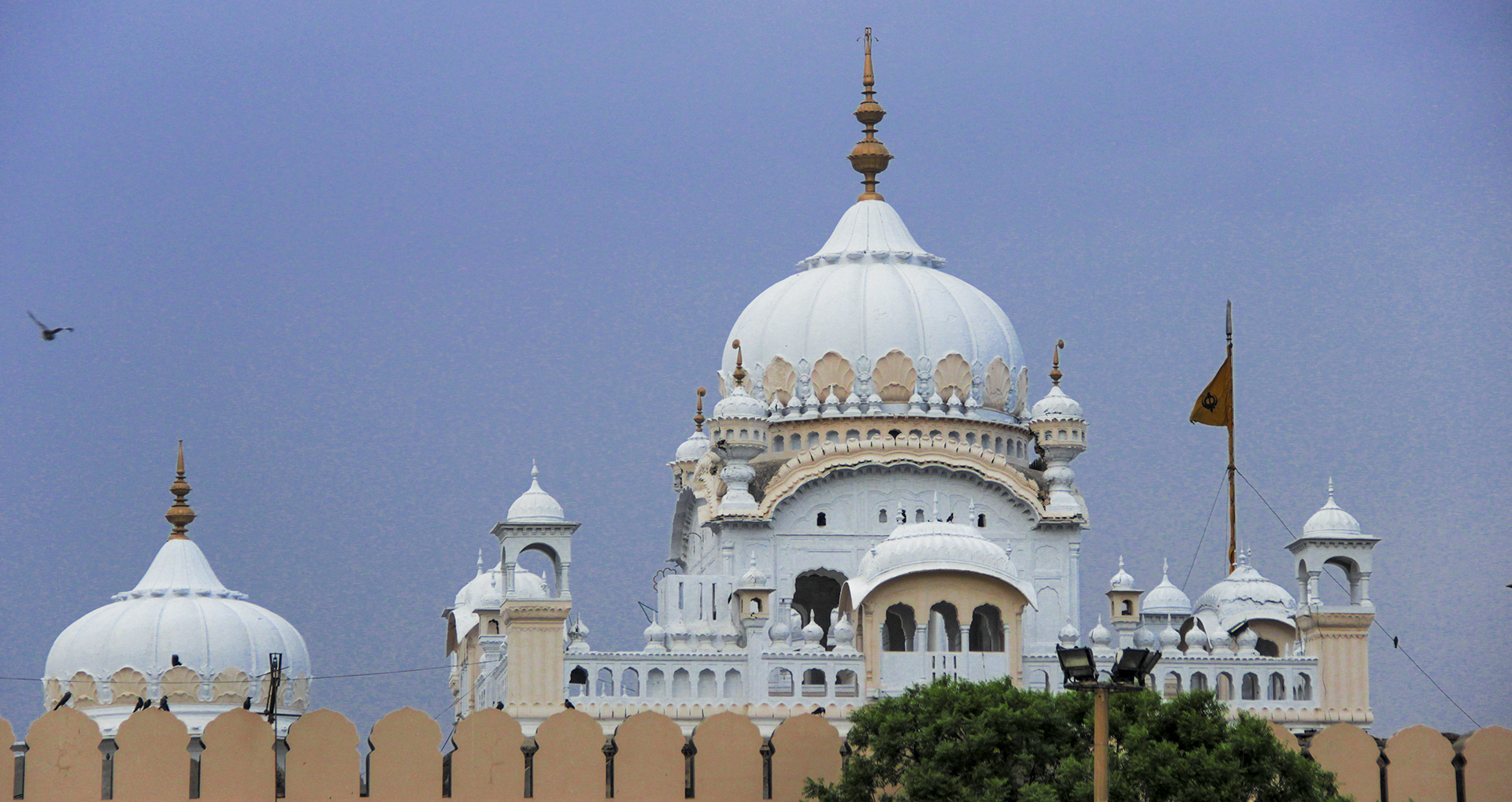
Samadhi de Ranjit Singh en Lahore, Pakistán.
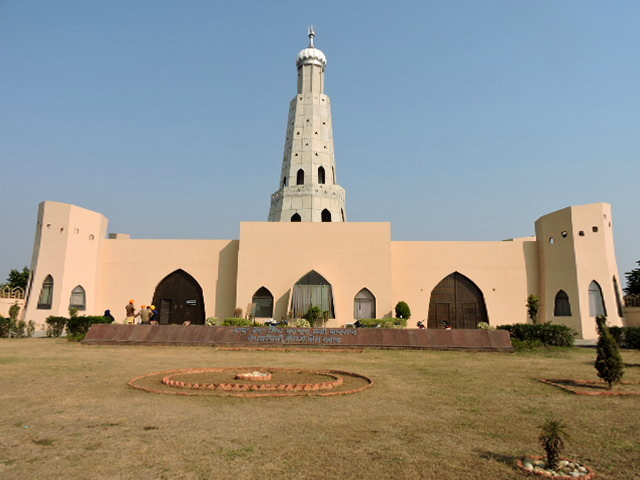
Fateh Burj (acabado en 2011),[1][2] en Chappar Chiri en el distrito Mohali, con 100 m de altura, es el minarete más alto de la India.
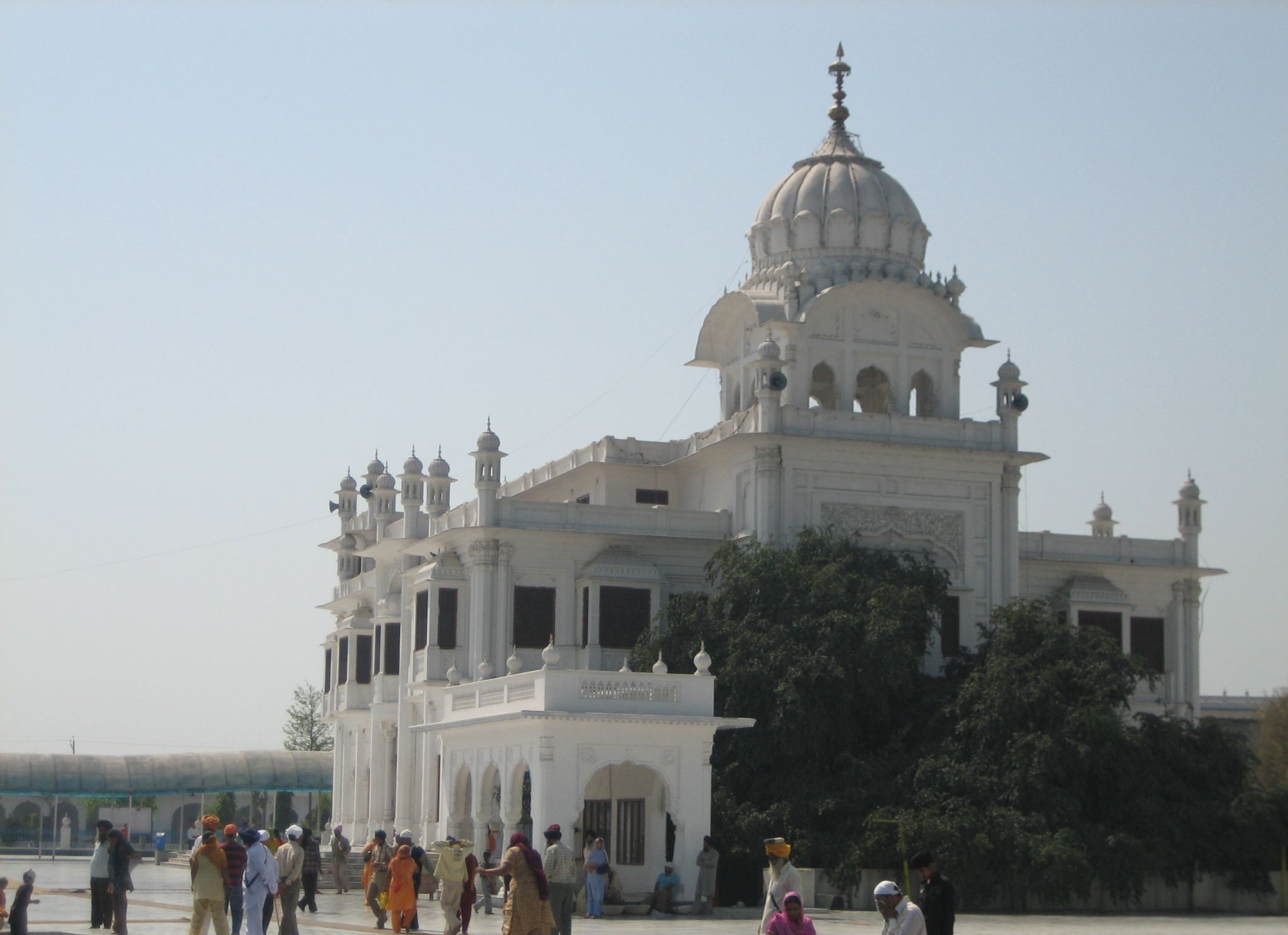
Gurdwara Sri Ber Sahib en Sultanpur Lodhi, India.

## Contexto

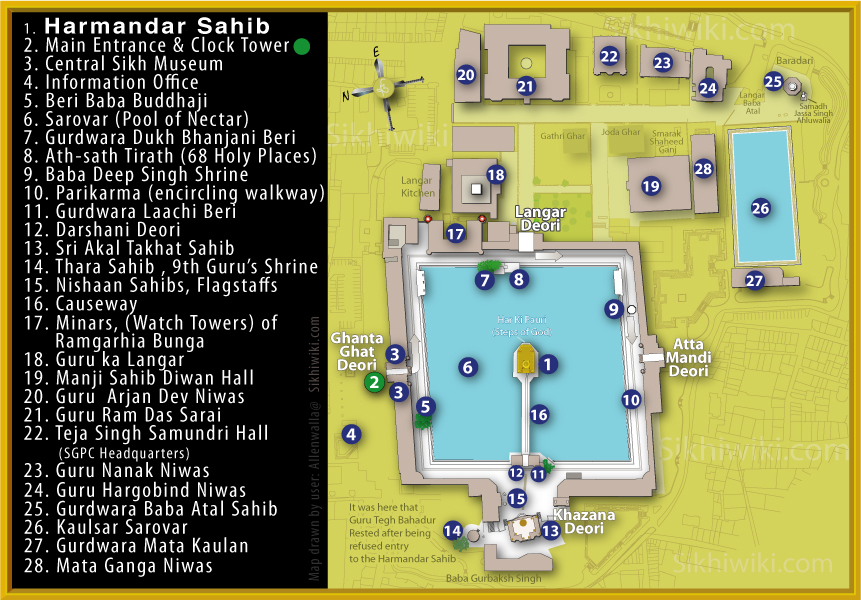
Mapa del Complejo Harmandir Sahib

La arquitectura sij está fuertemente influenciada por la arquitectura mogol y la arquitectura islámica. La cúpula bulbosa, los frescos, las incrustaciones y los arcos multilobulados son influencias mogolas, especialmente del período de Shah Jahan, mientras que los chattris, los miradores, los aleros con ménsulas en la hilada y los frisos ornamentados se derivan de elementos de la arquitectura rajput.

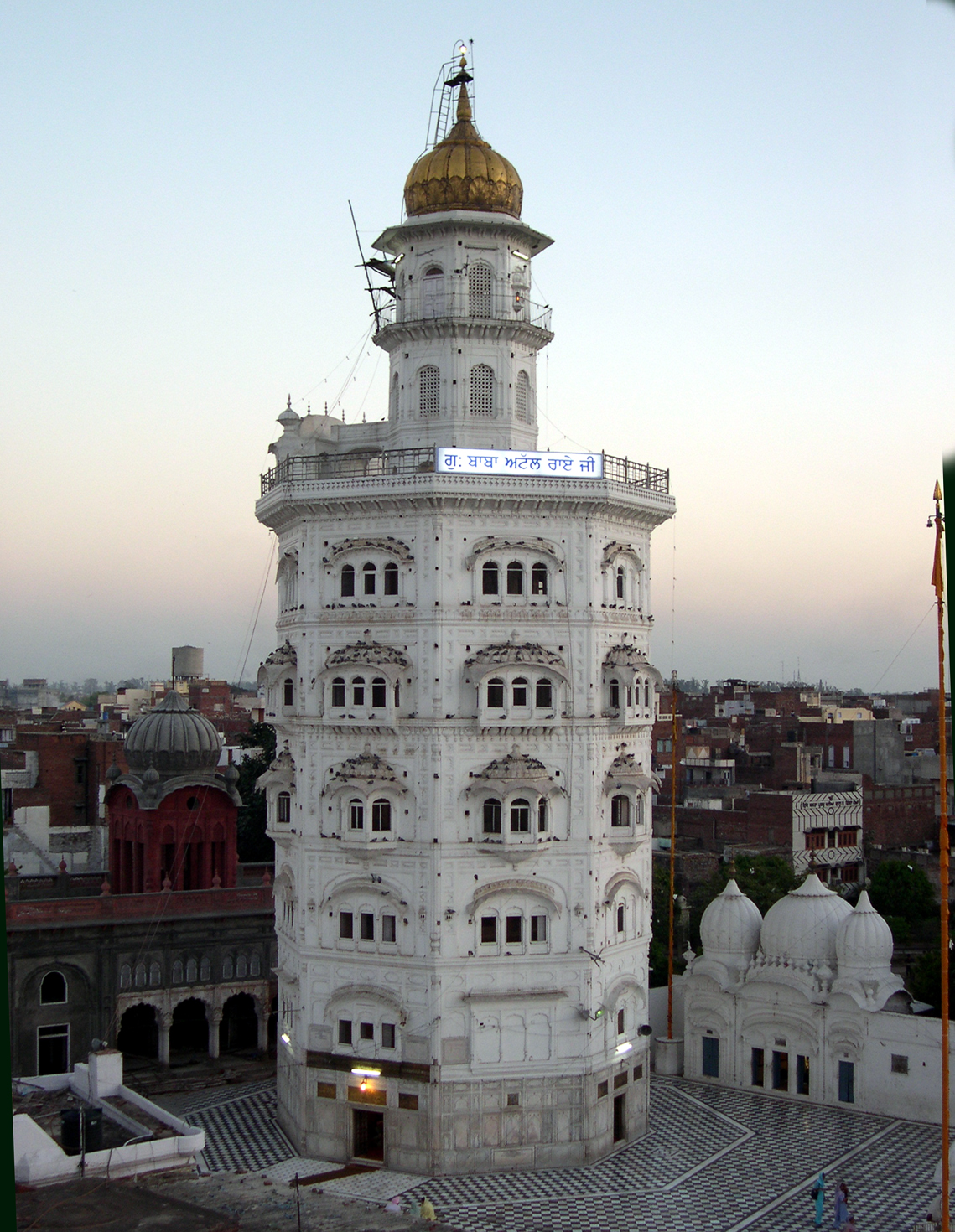
Exterior del Gurdwara Baba Atal, ubicado en Amritsar, India.

Además de los edificios religiosos, la arquitectura sij incluye fortalezas seculares, bungas (lugares residenciales), palacios y universidades. La edificación religiosa se denomina gurdwara  (lugar donde reside el gurú). La palabra gurdwara está compuesta por  guru (guía o maestro) y dwara (puerta o sede). Por lo tanto, tiene una connotación arquitectónica. Los gurdwaras sijs son generalmente edificios conmemorativos relacionados con los diez gurús de alguna manera, o con lugares y eventos de importancia histórica. Algunos ejemplos son el  Gurdwara Dera Sahib (lugar de campamento), en Batala, en el distrito de Gurdaspur. Fue erigido en memoria de la breve estancia de Guru Nanak junto con sus compañeros con motivo de su matrimonio. Gurdwara Shahid Ganj (Memorial del Martirio) en Muktsar en el distrito de Faridkot conmemora el lugar de cremación de los sijs que murieron en una batalla entre Guru Gobind Singh y los mogoles en 1705. Gurdwara Shish Mahal (palacio de los espejos) en Kiratpur en el distrito de Ropar se construyó donde nació Gurú Har Krishan Ji.
Hay más de 500 gurdwaras históricos.[cita requerida]

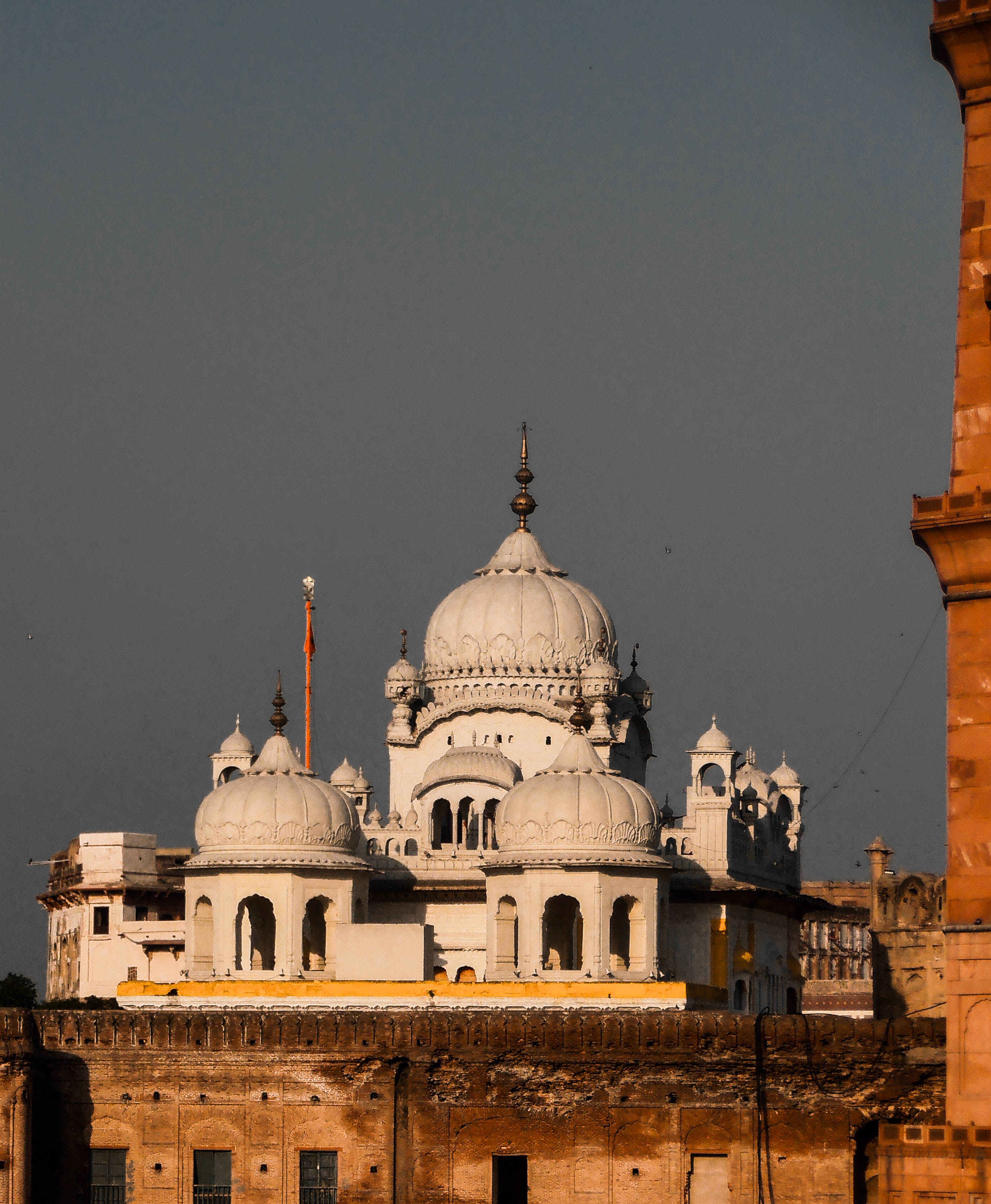
Cúpula del Gurdwara Dera Sahib en Lahore
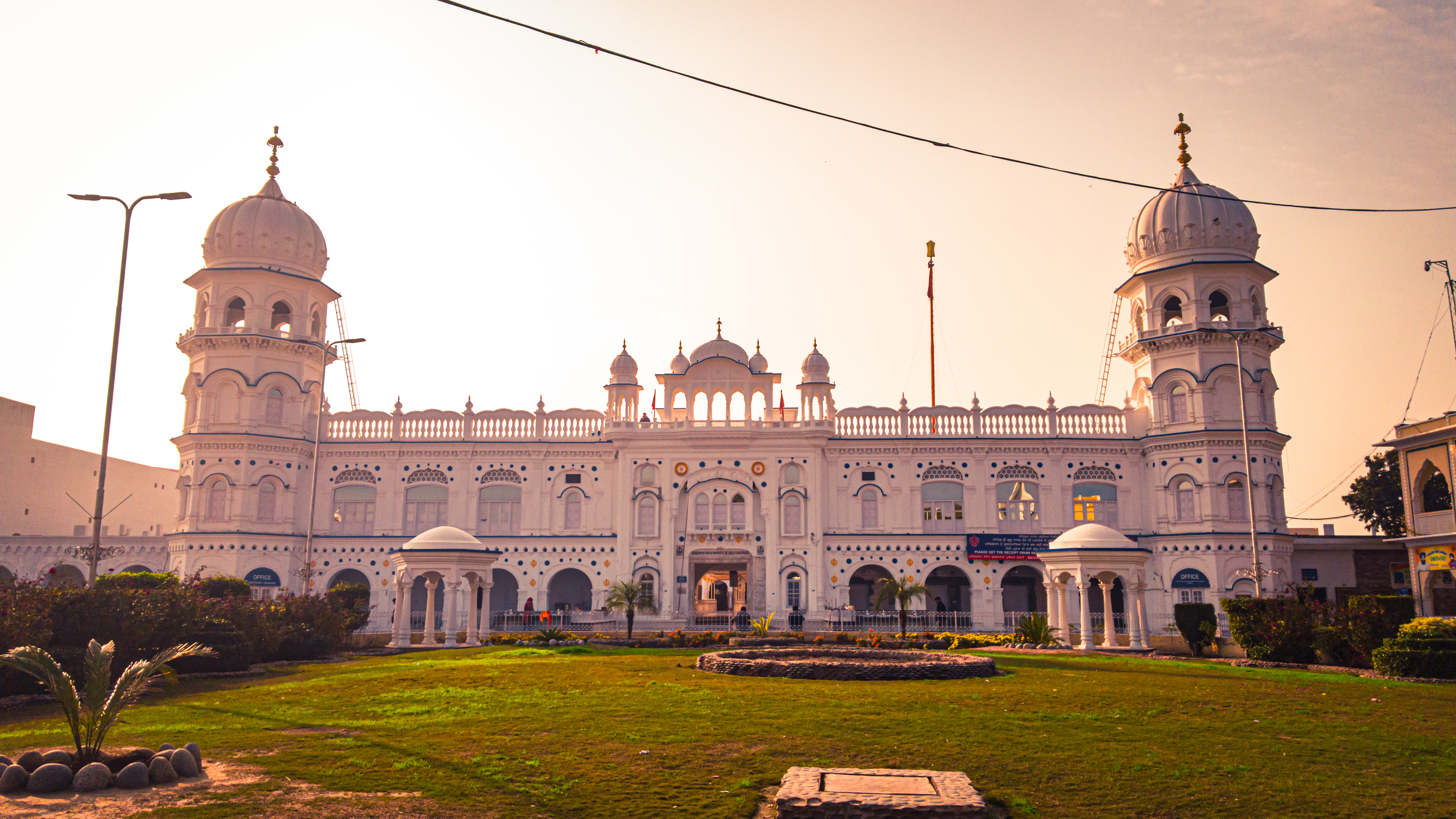
El Gurdwara Janam Asthan en Nankana Sahib, Pakistan, conmemora el lugar donde se cree que nació primer gurú sij, Gurú Nanak Dev Ji (r. 1507-1539). Fue construido por Ranjit Singh en el siglo XIX y reconstruido por el gobierno pakistaní.
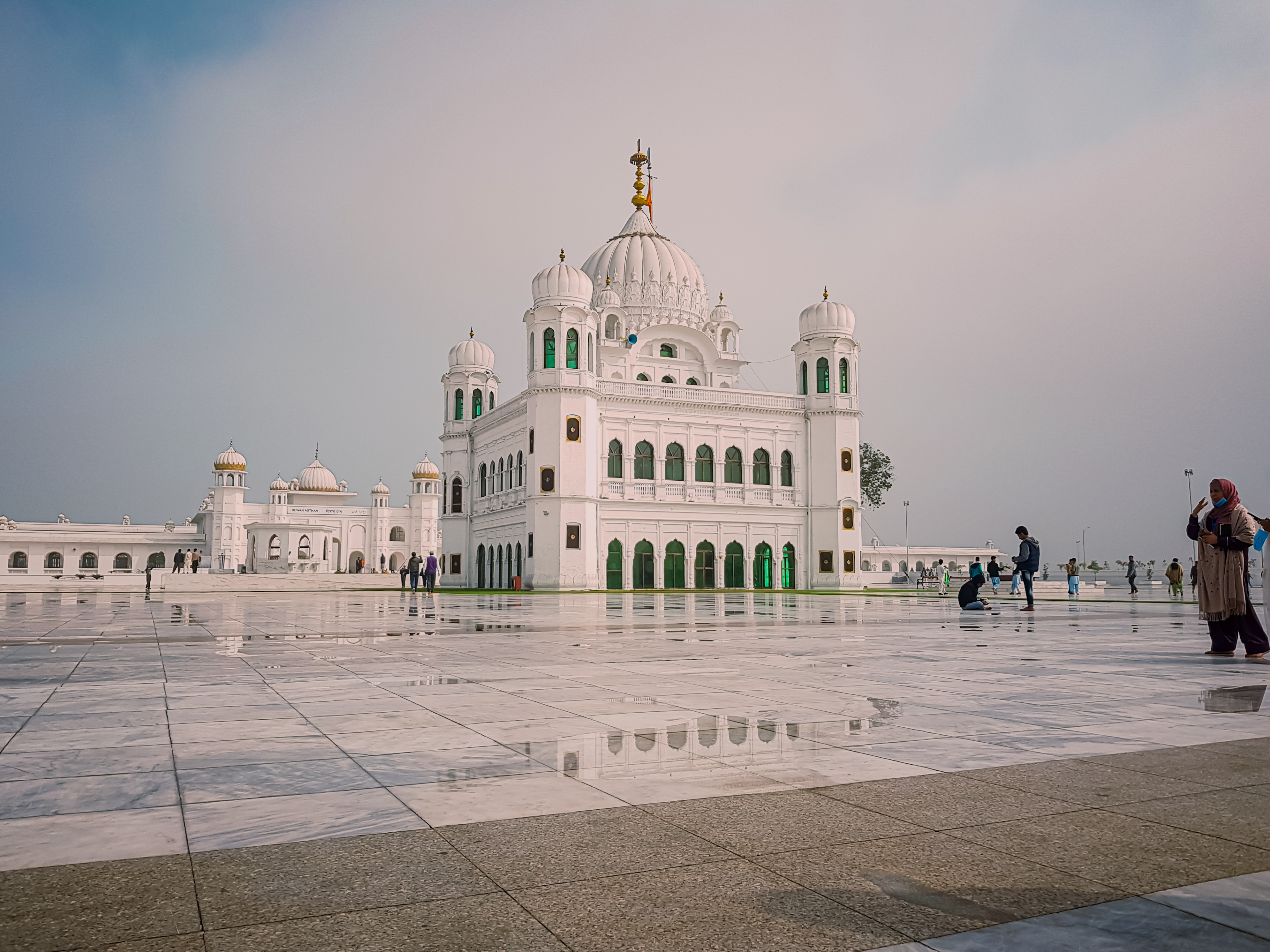
Darbar Sahib, gurdwara que conmemora a Gurú Nanak Dev Ji, en Kartarpur, Pakistán
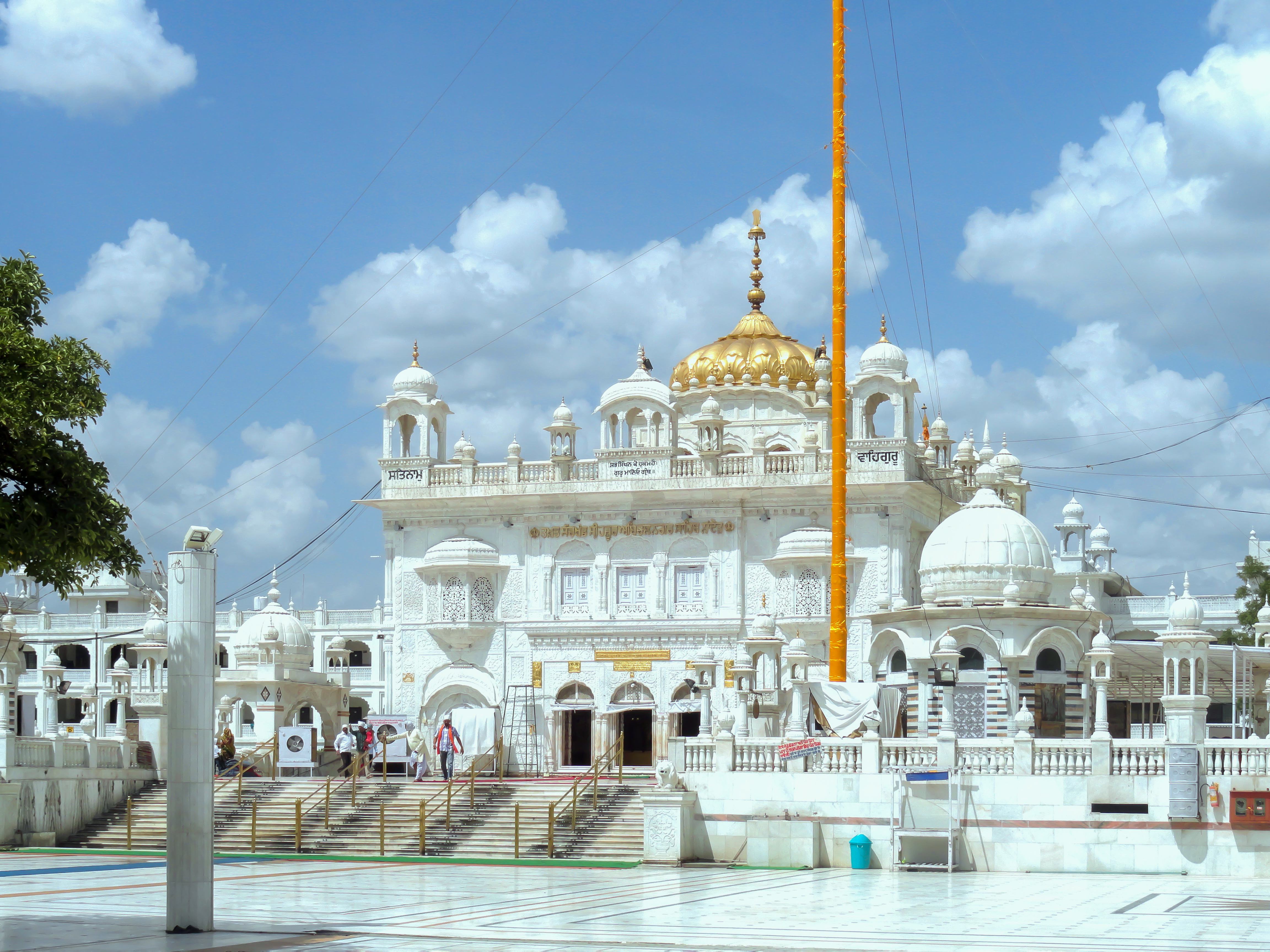
Shri Hazoor Sahib es un gurdwara en Nanded, Maharashtra, India; es uno de los cinco  takhts.[Nota 1]
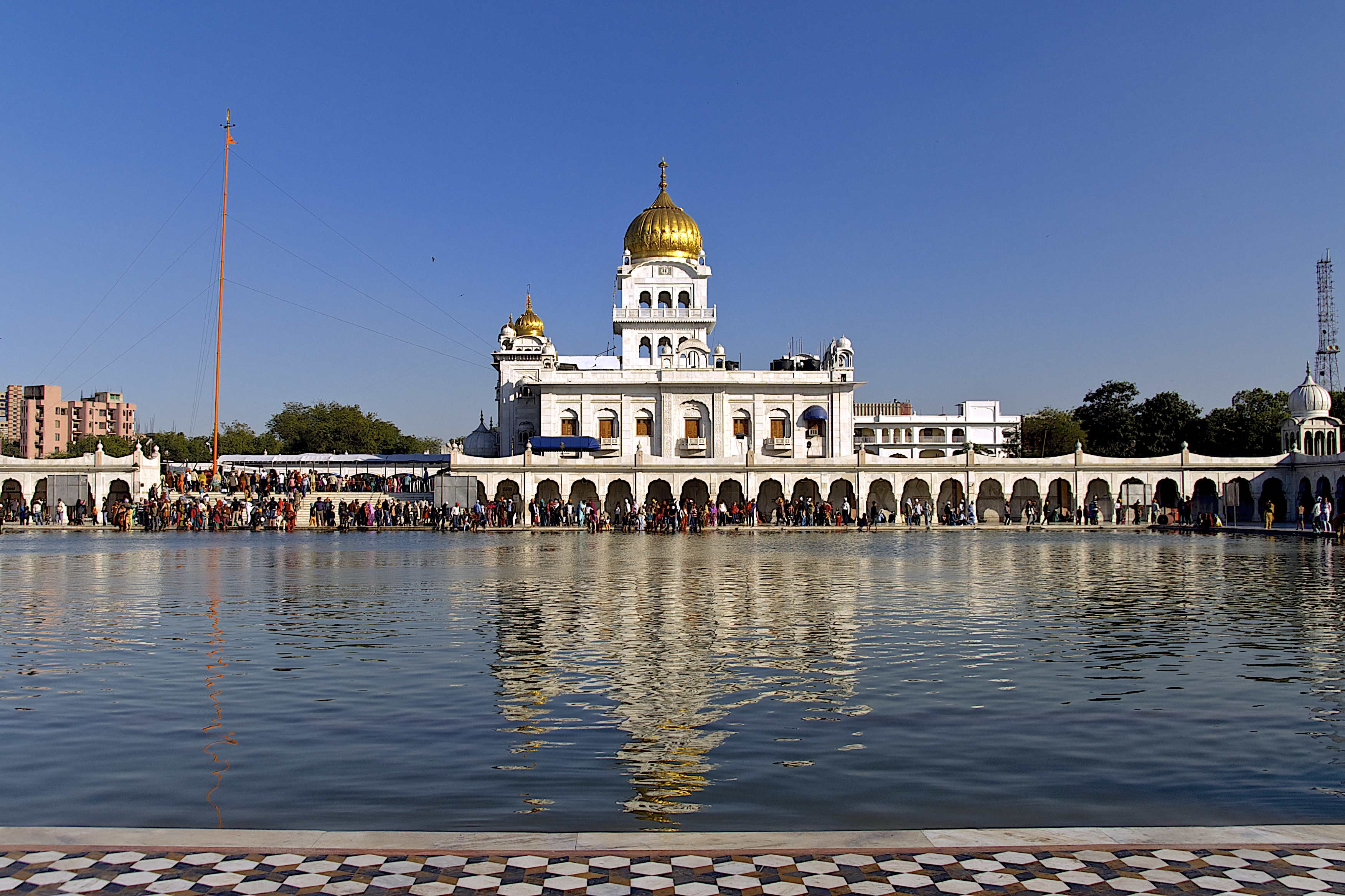
Gurudwara Bangla Sahib es uno de los gurdwara sij más destacados de Delhi y conocido por su asociación con el octavo gurú sij, Gurú Har Krishan Ji, así como por la piscina dentro de su complejo, conocida como el sarovar. (fundado en 1664 como un bungalow, reconstruido en 1783 y actual edificación construida en su mayoría después de 1947).

—

## Conservación

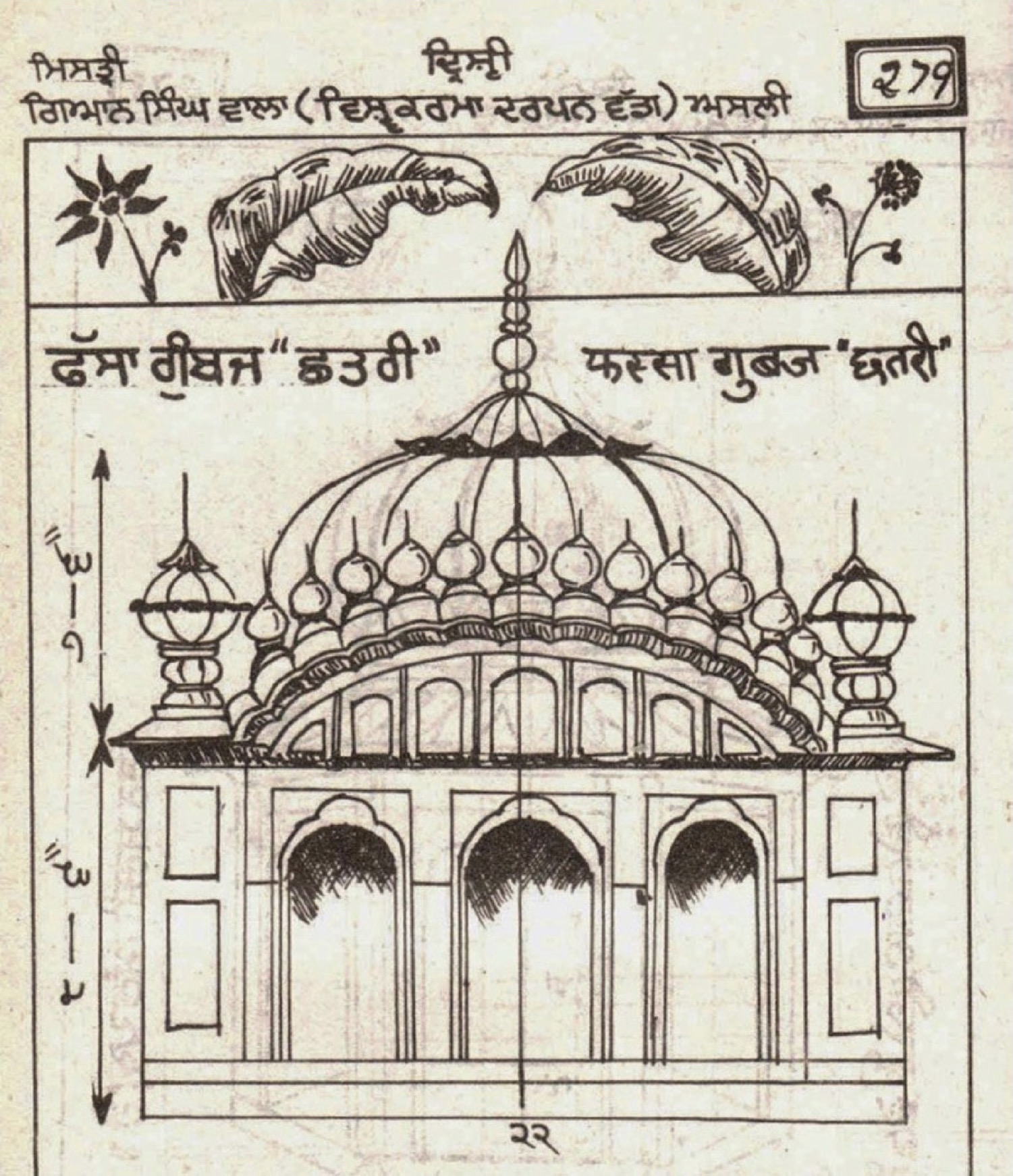
Boceto arquitectónico que representa el diseño de una cúpula de Gian Singh Naqqash de la página 279 de su libro, Vishkarma Darpan, ca.1926

Muchos sitios patrimoniales sikh invaluables (incluida su arquitectura) han sido destruidos o alterados hasta quedar irreconocibles bajo el pretexto de renovaciones de "kar seva" por parte de varias instituciones y grupos en los últimos tiempos, especialmente vulnerables son los sitios patrimoniales sikh tanto en India como en Pakistán según un académico, que afirma que se debe a «...la falta de voluntad por parte de las autoridades involucradas para preservarlos». Un ejemplo de estas renovaciones aleatorias y destructivas es un incidente que involucró la sección superior de la histórica puerta de entrada de Darshani Deori  en el complejo Gurdwara Tarn Taran Sahib, que fue demolida por grupos de Kar Seva en marzo de 2019. Muchos grupos se apresuran a digitalizar lo que queda de la arquitectura y las edificaciones históricas para la posteridad antes de que se pierdan, como la  Panjab Digital Library. En julio de 2021, el  SGPC lanzó un proyecto para archivar y documentar las edificaciones patrimoniales de la comunidad y exhibió las antiguas puertas del Templo Dorado en un museo cuando fueron reemplazadas. Sin embargo, casi al mismo tiempo, el SGPC negó la importancia de un edificio histórico sij descubierto bajo tierra cerca del complejo del Templo Dorado, que los expertos del Archaeological Survey of India (ASI) consideraron "histórica". Además, el SGPC hizo planes para demoler un edificio histórico conocido como Guru Ram Das Sarai, incluso frente a las críticas de la decisión por expertos. Hasta el 90% de los monumentos patrimoniales sij han sido destruidos en Punjab en nombre de la renovación y el kar seva. Muchas edificaciones históricas sij que fueron destruidas por las renovaciones de Kar Seva incluyen casas originales de los gurús sij y sus familiares.
Según el historiador sij, Harjinder Singh Dilgeer:

Aunque los babas kar seva llevaban renovando gurudwaras desde tiempos inmemoriales, fue después de la Operación Estrella Azul, cuando la comunidad sij realizó una generosa donación para la reconstrucción masiva del Templo Dorado, que los babas empezaron a apreciar las oportunidades económicas que generaba dicha reconstrucción. La tendencia se extendió por todo el Punjab y, en las últimas dos décadas, se empezaron a demoler antiguas estructuras patrimoniales y a sustituirlas por opulentas y estridentes gurudwaras de mármol. Estos pseudo-babas acumulan muchísimo dinero, pero lo gastan insensatamente en reconstruir en lugar de restaurar, porque desconocen por completo el valor histórico de estos antiguos monumentos. En algún momento, la arquitectura sij original y sin pretensiones ha empezado a percibirse como algo de lo que avergonzarse. Nuestros gurús eran hombres sencillos, con los pies en la tierra, y sus edificios reflejan la sencillez y la armonía que caracterizan al sijismo.
Though kar seva babas had been renovating gurudwaras ever since anyone can remember, it was after Operation Bluestar, when the Sikh community donated generously for the massive rebuilding of the Golden Temple premises, that 'babas' began to appreciate the money-making opportunities such rebuilding threw up. The trend then spread across Punjab and in the last two decades, old heritage structures began to be demolished and replaced by garish, opulent marble gurudwaras. These pseudo-babas are armed with so much money but they spend it foolishly on rebuilding instead of restoration, because they are absolutely ignorant about the historical value of these old monuments. Somewhere along the line, the original, unpretentious Sikh architecture has begun to be perceived as something to be ashamed of. Our Gurus were simple, down-to-earth men of the soil, and their buildings reflect the simplicity and harmony which Sikhism is all about.
Harjinder Singh Dilgeer, historiador sij

Gurtej Singh, otro erudito sij opina sobre quién es el culpable de la difícil situación del patrimonio histórico sij:

Ya sea el Comité Shiromani Gurudwara Prabandhak, el Akal Takht o incluso el Akali Dal político, que se nutre de los dos primeros, no se aprecia nuestra herencia. Académicos como nosotros no importan en el panorama general, porque obstruimos sus aspiraciones comerciales. El SGPC patrocina a estos babas y no se dan cuenta de que están convirtiendo la historia en mitología al destruir la evidencia histórica.
Whether it is the Shiromani Gurudwara Prabandhak Committee or the Akal Takht or even the political Akali Dal which draws its strength from the former two, there is no appreciation for our heritage. Scholars like us do not matter in the scheme of things, because we obstruct their commercial aspirations. The SGPC patronises these babas and they do not realise that they are converting history into mythology by destroying historical evidence.
Gurtej Singh

Peter Bance, al evaluar el estado de los sitios sij en la India actual, donde viven la mayoría de los sijs, critica la destrucción de la originalidad de los sitios sijs del siglo XIX bajo el pretexto de la "renovación", mediante la cual se derriban edificaciones históricas y se construyen nuevos edificios en su lugar. Un ejemplo citado por él de sitios que pierden su originalidad se relaciona con los ladrillos nanakshahi, característicos de la arquitectura sij del siglo XIX, que fueron reemplazados por mármol y oro por renovadores de sitios históricos sijs en la India. Bance defiende la necesidad de un movimiento de base que abogue por la adecuada restauración y preservación de los sitios históricos sijs y su arquitectura original, que trabaje junto con entusiastas privados y organismos gubernamentales en cooperación entre sí. Bance afirma además que la falta de fuerza de voluntad, en lugar de la falta de fondos, es responsable de la mala conservación de los sitios históricos sijs. Bance cree que el camino a seguir en la era moderna para conservar el patrimonio sij debe ser un enfoque digital, donde las redes sociales y la tecnología se utilizan para compartir investigaciones, crear archivos y promover el turismo a estos sitios. El aumento del turismo tiene el potencial de aumentar los esfuerzos para preservar y restaurar los sitios del patrimonio sij. Bance usa la plataforma de Instagram para dar a conocer el patrimonio sij olvidado que se encuentra en Pakistán a la comunidad en general, utilizando las interacciones allí para generar conciencia social y pasión. A través de su cuenta de Instagram, Bance ha sido contactado por personas interesadas en restaurar sitios del patrimonio sij, lo que les ha permitido conectarse con otros que se especializan en este campo. Además, afirma que semanalmente cientos de miembros del público en general, tanto de la India como de Pakistán, lo contactan a través de las redes sociales para solicitarle que visite su localidad para documentar el patrimonio sij que se encuentra allí, ya que carecen de los conocimientos sobre cómo hacerlo ellos mismos.
Shahid Shabbir es un historiador y periodista paquistaní que ha documentado innumerables sitios patrimoniales sij (la mayoría de las veces descuidados, ruinosos o abandonados) ubicados en su país, incluidas las obras de arte y la arquitectura existentes. La arquitectura sij sigue siendo un tema poco estudiado o investigado.

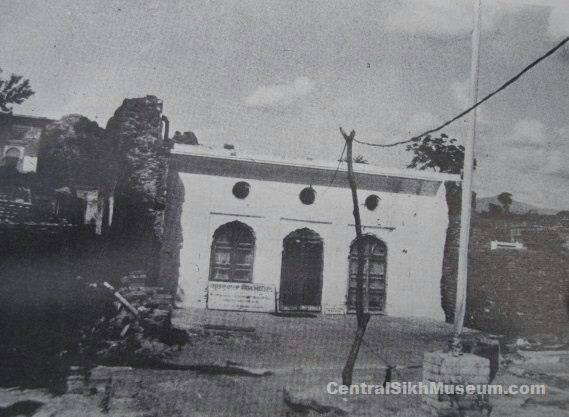
Edificio original de Gurudwara Sri Sheesh Mahal Sahib, Kiratpur Sahib
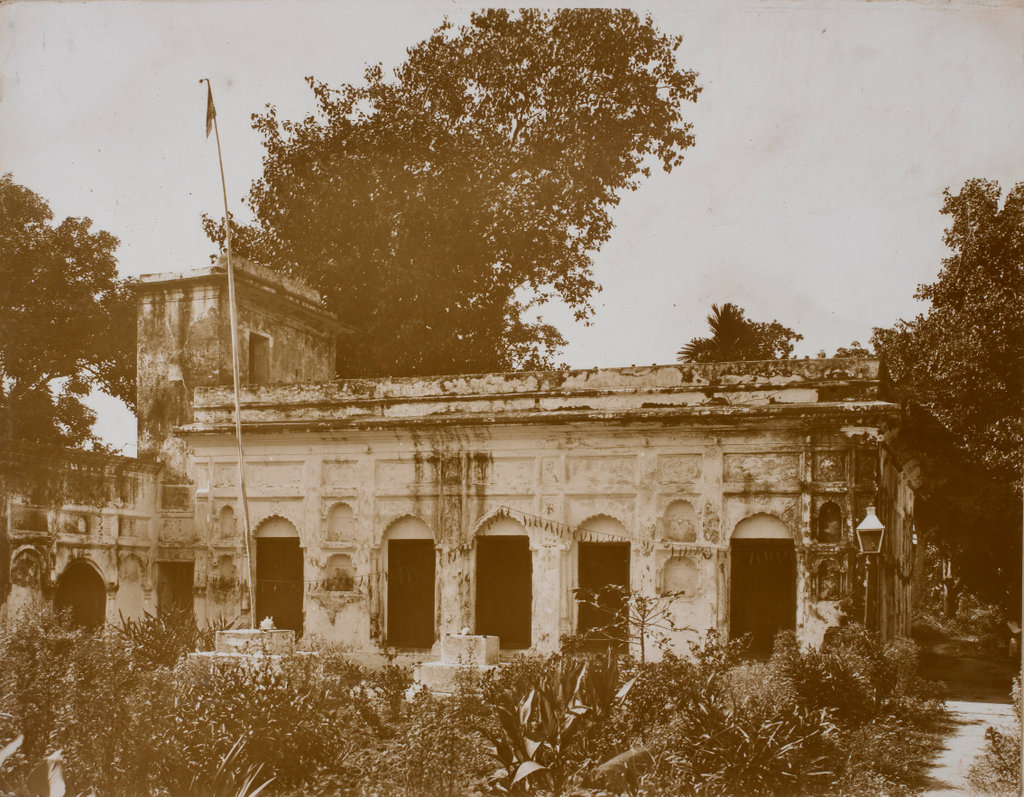
Fotografía de un gurdwara sij en Dacca en Presidencia de Bengala, Raj Británico (ahora Bangladesh), ca. 1920-1921
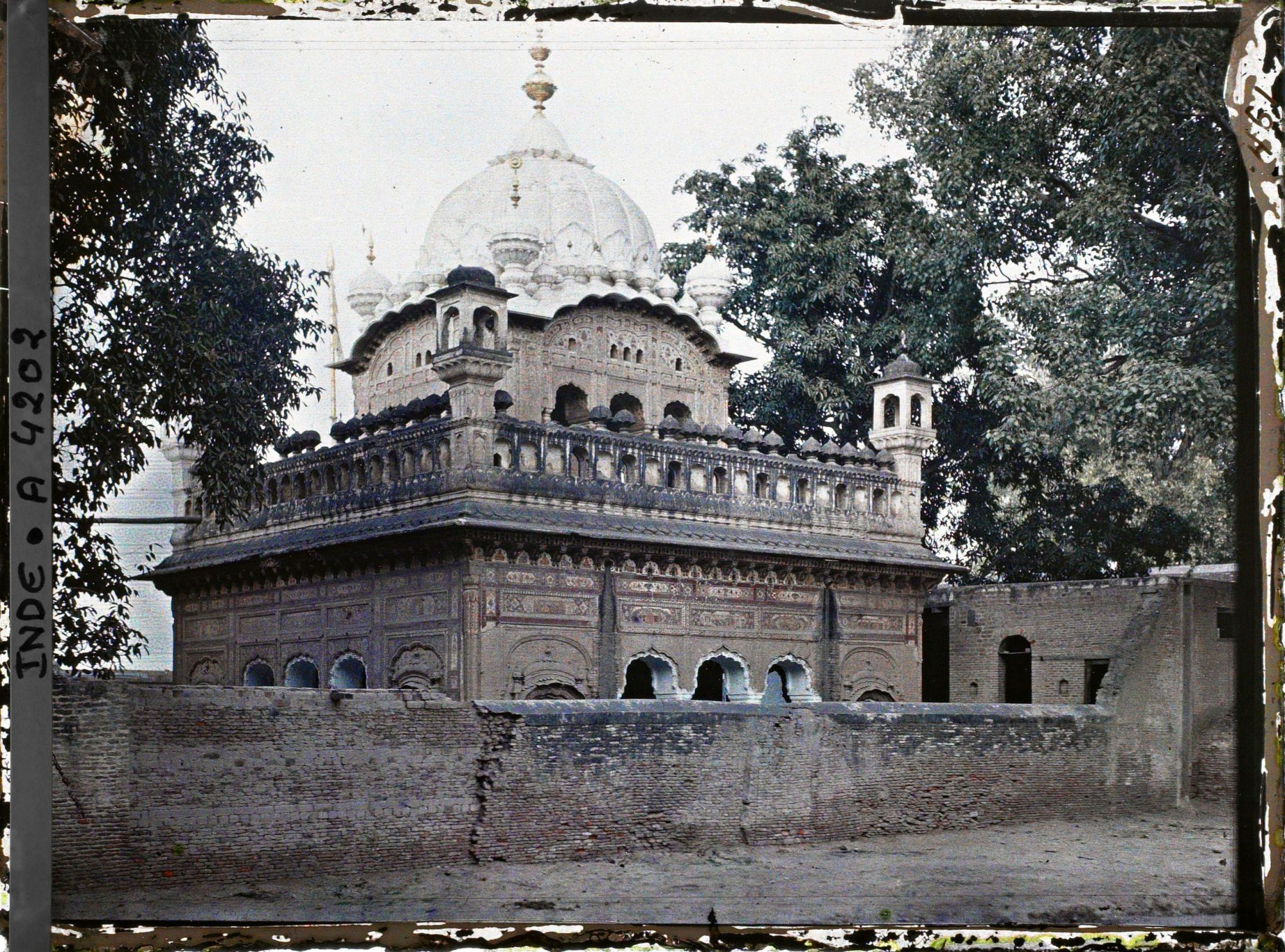
Fotografía en color verdadero de Gurdwara Dera Sahib en Lahore, India (ahora Pakistán), tomada en 1914 por Stéphane Passet.
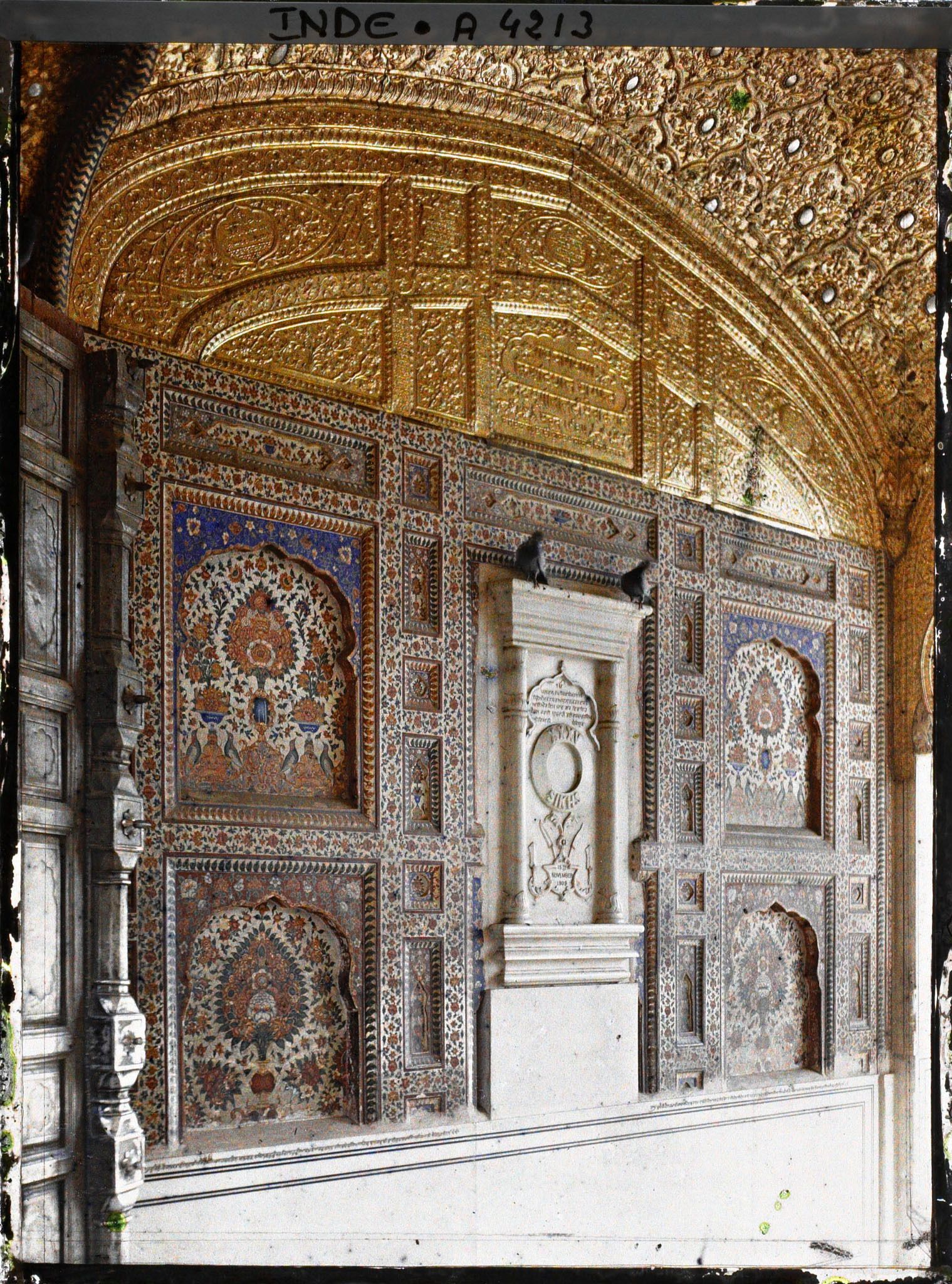
Fotografía en color verdadero titulada ‘Interior decoration of the western door of the Darbar Sahib’, tomada el 15 de enero de 1914 por  Stéphane Passet.

## Further reading
- Rajwant Singh Chilana (2005). International Bibliography of Sikh Studies. Springer Netherlands. ISBN 978-1-4020-3043-7.
- Kerry Brown, ed. (1999). Sikh Art and Literature. Routledge. ISBN 978-0-415-20289-3.